# Фабиан фон Шлабрендорф
Фабиан фон Шлабрендорф (на немски: Fabian von Schlabrendorff) е германски юрист и борец от съпротивата, участвал в опита за убийство на фюрера Адолф Хитлер от 20 юли 1944 г.

## Биография
Шлабрендорф завършва като адвокат, а по-късно се присъединява към Вермахта, като същевременно остава убеден противник на нацизма. Той става адютант на генерал Хенинг фон Тресков, един от лидерите на заговора на редица високопоставени военни срещу Адолф Хитлер, и действа като връзка между централата на Тресков и лидерите на заговора в Берлин, Лудвиг Бек и Карл Фридрих Гьорделер. На 13 март 1943 г., когато Хитлер пътува със самолет за среща в Смоленск, Шлабрендорф дава на офицер Хайнц Брандт, който лети с Хитлер, две бомби, скрити в бутилка коняк. Когато поради дефект детонаторът на бомбата не се задейства, Шлабрендорф отива при Брандт с други две бутилки и взима бомбите, обяснявайки, че е сгрешил бутилките.
След провала на заговора от 20 юли, Шлабрендорф е арестуван и на 21 декември 1944 г. е изправен пред Народната съдебна палата. Поради многото обвинени за изслушване, заседанието е отложено до 3 февруари 1945 г., но на този ден има въздушна атака, като бомба удря сградата на съда, и председателят Роланд Фрайслер загива. На новото съдебно заседание през март Шлабрендорф казва, че е бил измъчван. Той е освободен, а след няколко дни арестуван и осъден на смърт. Шлабрендорф е местен в няколко концентрационни лагери, а след това, заедно с редица високопоставени затворници е евакуиран в Тирол, където на 5 май 1945 г. е освободен от американски войници, малко преди очакваната екзекуция.
След войната Шлабрендорф успешно се занимава с юриспруденция. От 1967 до 1975 г. той е един от членовете на Конституционния съд на Западна Германия. Той също така издава книга със спомени от 20 юли 1944 г. – Offiziere gegen Hitler („Офицери срещу Хитлер“).